# Березоточа (Лубенский район)
Березото́ча (укр. Березоточа) — село, Лубенская городская община, Лубенский район, Полтавская область, Украина.
Код КОАТУУ — 5322880401. Население по переписи 2023 года составляло 1107 человек.

## Географическое положение
Село Березоточа находится на левом берегу реки Сула, выше по течению на расстоянии в 1,5 км расположено село Вовчик, ниже по течению на расстоянии в 3,5 км расположено село Пески, на противоположном берегу — село Луки. Река в этом месте извилистая, образует лиманы, старицы и заболоченные озёра.

## История
- В 1729 году село входило в состав Лубенской сотни, 58 дворов.

## Экономика
- Опытная станция лекарственных растений УААН, ГП.
- Спецхоз «Дружба».

## Объекты социальной сферы
- Школа.

## Достопримечательности
- Деревянная Покровская церковь (1866 год).